# شهرستان کفری، استان سلیمانیه
شهرستان کفری یک منطقهٔ مسکونی در عراق است که در استان سلیمانیه واقع شده‌است.